# Josef Jochem
Josef Jochem (* 24. März 1922 in Wiesbach; † 20. Juni 2000) war ein deutscher Pädagoge und Politiker (CDU), unter anderem Minister für Kultus, Bildung und Sport im Saarland.

## Leben und Beruf
Jochem wurde als Sohn eines Kaufmanns in Wiesbach an der Saar geboren. Nach dem Besuch der Volksschule in Illingen und dem Humanistischen Gymnasium in Exaten bei Roermond leistete er zunächst Reichsarbeitsdienst, wurde anschließend zur Wehrmacht eingezogen und nahm von 1941 bis 1945 als Soldat am Zweiten Weltkrieg teil. Er wurde zum Leutnant der Reserve ernannt und geriet bei Kriegsende in US-amerikanische Gefangenschaft, aus der er 1945 entlassen wurde.
Jochem absolvierte von 1945 bis 1947 ein Lehrerseminar in Saarbrücken. Er arbeitete von 1947 bis 1948 als Volksschullehrer in Welschbach und Neunkirchen und war von 1960 bis 1965 als Rektor in Neunkirchen tätig. Von 1965 bis 1975 war er Schulrat in Eppelborn und Ottweiler. Außerdem war er Mitglied in Bildungs- und Lehrerverbänden.
Er war ab 1948 verheiratet und hatte vier Kinder (Magda, Adalbert, Peter und Werner).

## Partei
Jochem war katholisch und trat 1947 in die CDU ein. Von 1973 bis 1983 war er Vorsitzender des CDU-Kreisverbandes Neunkirchen.

## Abgeordneter
Jochem war Ratsmitglied der Stadt Neunkirchen und dort in den 1960er und 1970er Jahren Vorsitzender der CDU-Fraktion. Von 1975 bis 1985 war er Mitglied des Saarländischen Landtages.

## Öffentliche Ämter
Nach dem Rücktritt von Werner Scherer wurde Jochem am 7. Dezember 1977 als Minister für Kultus, Bildung und Sport in die von Ministerpräsident Franz-Josef Röder geführte Regierung des Saarlandes berufen. Er gehörte auch der von Ministerpräsident Werner Zeyer geleiteten Folgeregierung an und amtierte 1979 als Präsident der ständigen Konferenz der Kultusminister. Am 23. Mai 1980 schied er aus der Landesregierung aus und wurde als Kultusminister von Wolfgang Knies abgelöst.

## Ehrungen
- 1979: Bundesverdienstkreuz I. Klasse des Verdienstordens der Bundesrepublik Deutschland
- 1985: Saarländischer Verdienstorden[1]